# Easy attraction
『easy attraction』（イージー・アトラクション）は、1996年6月17日にリリースされた、宇都宮隆の同名義での1枚目のアルバムで、「T.UTU」時代からの通算では3枚目のアルバムである。

## 解説
オリジナル盤の初回生産分のみ四方開きのデジパック仕様ジャケットとなっている。
外装ビニールのラベルに『宇都宮隆 待望の1stアルバム』となっているが、以前の「T.UTU」名義での2作はいずれも背見出し（帯）に「宇都宮隆」と表記されているため、実質的に通算3rdアルバムである。
本作では作曲陣に木根尚登、松本孝弘、浅倉大介、葛城哲哉といった豪華作家メンバーを迎え入れている。
本作の収録曲のうち、先行シングル「少年」のカップリング曲「KiSS Will Kill me」は〜BAT Attraction MIX〜といういわゆるアルバムバージョンとなっており、先行シングル版と比較するとイントロが長くアウトロがカットアウトになっているなど、ライヴではほとんど本バージョン基調で披露される。また、GOH HOTODAによる本曲のリミックスバージョンがアルバムのラストには収録されている。
本作のレコーディング・エンジニアであるGOH HOTODAは、当時の日本を席巻していた小室哲哉の作品群を聞いて、「僕がいつも海外で振舞う様に、際限までやっていいんだ」と励まされ、「日本向けのミキシングをどうするか」を端から無視して仕上げた。
2013年9月11日、ソニー・ミュージックダイレクトよりBlu-spec CD2仕様で再発された。

## 収録曲
| #         | タイトル                                     | 作詞       | 作曲      | 編曲               | 時間  |
| --------- | -------------------------------------------- | ---------- | --------- | ------------------ | ----- |
| 1.        | 「RUN & GUN」                                | 井上秋緒   | 葛城哲哉  | 福田裕彦           | 4:24  |
| 2.        | 「KiSS Will Kill me 〜BAT Attraction MIX〜」 | 井上秋緒   | 浅倉大介  | 浅倉大介           | 5:21  |
| 3.        | 「ROSY NAIL 〜Fatal Attraction〜」           | 井上秋緒   | 浅倉大介  | 浅倉大介           | 4:55  |
| 4.        | 「THE BASHING」                              | 井上秋緒   | 朝井泰生  | 福田裕彦、朝井泰生 | 4:24  |
| 5.        | 「少年」                                     | 牧穂エミ   | 松本孝弘  | 松本孝弘、池田大介 | 3:39  |
| 6.        | 「CRIME OF TIME」                            | 井上秋緒   | 浅倉大介  | 浅倉大介           | 4:43  |
| 7.        | 「afterimage」                               | 山本成美   | 朝井泰生  | 福田裕彦           | 5:06  |
| 8.        | 「あてのない闇」                             | 西尾佐栄子 | 木根尚登  | 浅倉大介           | 4:34  |
| 9.        | 「O.O.O. 〜Out Of Obstruction〜」            | 西尾佐栄子 | 朝井泰生  | 福田裕彦、朝井泰生 | 4:11  |
| 10.       | 「NEXT STAGE」                               | 井上秋緒   | 浅倉大介  | 浅倉大介           | 4:16  |
| 11.       | 「KiSS Will Make me Move」                   | 井上秋緒   | 浅倉大介  | GOH HOTODA         | 5:38  |
| 合計時間: | 合計時間:                                    | 合計時間:  | 合計時間: | 合計時間:          | 51:11 |

## クレジット

### レコーディングメンバー
RUN & GUN
- 葛城哲哉：Guitars, Chorus, Chorus arrangement
- 福田裕彦：Keyboards

KiSS Will Kill me 〜BAT Attraction MIX〜
- 浅倉大介：Keyboards
- 葛城哲哉：Guitar, Chorus, Chorus arrangement
- 朝井泰生：Guitar
- GOH HOTODA：Additional Production

ROSY NAIL 〜Fatal Attraction〜
- 浅倉大介：Keyboards
- 朝井泰生：Guitars
- 葛城哲哉：Chorus, Chorus arrangement

THE BASHING
- 朝井泰生：Guitars
- 福田裕彦：Keyboards
- 葛城哲哉：Chorus, Chorus arrangement
- 野口郁子：Chorus

少年
- 松本孝弘：Guitars
- 明石昌夫：Bass
- 青山純：Drums
- 小野塚晃：Piano
- 池田大介：Keyboards
- 本田孝信：Chorus
- 牧穂エミ：Chorus

CRIME OF TIME
- 浅倉大介：Keyboards
- 朝井泰生：Guitars
- 葛城哲哉：Chorus, Chorus arrangement

afterimage
- 葛城哲哉：Guitars, Chorus, Chorus arrangement
- 福田裕彦：Keyboards

あてのない闇
- 浅倉大介：Keyboards
- 葛城哲哉：Guitars, Chorus, Chorus arrangement

O.O.O. 〜Out Of Obstruction〜
- 朝井泰生：Guitars
- 福田裕彦：Keyboards
- 葛城哲哉：Chorus, Chorus arrangement

NEXT STAGE
- 浅倉大介：Keyboards
- 葛城哲哉：Guitars

KiSS Will Make me MOVE
- GOH HOTODA：Additional Production
- 浅倉大介：Keyboards
- 葛城哲哉：Guitar, Chorus
- 朝井泰生：Guitar

### スタッフ
- Produced by 井上哲生
- Directed by 松田芳明 (except#5), 寺島良一 (#5)
- Mixed by GOH HOTODA (except#5), 野村昌之 (#5)
- Vocal Recorded by 伊東俊郎
- Recorded by 伊藤隆司, 野村昌之 (#5), 青木良樹 (#5), よだけいこ
- Mastered by Ted Jensen
- Art Direction, Design by 高橋伸明
- Design by くぼあきひろ
- Photograph by 山内順仁